# 位野木寿一
位野木 寿一（いのき（いのぎ） かずいち、1909年（明治42年）9月8日 - 2006年（平成18年）7月16日）は、日本の地理学者。学位は、理学博士（東京教育大学）。大阪教育大学名誉教授。

## 略歴
香川県生まれ。1935年東京文理科大学地理学科卒、1935年静岡中学校（現・静岡県立静岡高等学校）教諭、1936年大阪府天王寺師範学校教諭、1949年大阪学芸大学助教授、校名変更で大阪教育大学教授、1966年附属図書館長、1975年定年退官、名誉教授。1961年「戦後における戦災衛星都市堺の変貌」で、理学博士（東京教育大学）。
2006年7月16日、心不全のため死去。

## 著書
- 『復興期における衛星都市堺の変貌』還暦記念事業委員会、1969
- 『位野木寿一地理学論文集 大阪とその周辺』位野木寿一先生退官記念事業会、1975
- 『金毘羅灯籠の交通地理的意義』こんぴら門前町を守る会、1989

### 共編著
- 『社會科郷土シリーズ 大阪府 わが郷土』長井勝正共著 清水書院、1949
- 『人文地理学』小牧実繁、築山治三郎共編 新元社、1959
- 『日本地誌ゼミナール 第6 近畿地方』共編 大明堂、1964
- 『社会科における理論と実践シリーズ 指導のための野外観察』沢田清共編著 中教出版、1972
- 『現代地理教育講座』全4巻　矢嶋仁吉、山鹿誠次共編 古今書院、1972 - 1977